# Chalandray
Chalandray és un municipi francès situat al departament de la Viena i a la regió de la Nova Aquitània. L'any 2007 tenia 731 habitants.

## Demografia

### Població
El 2007 la població de fet de Chalandray era de 731 persones. Hi havia 304 famílies de les quals 80 eren unipersonals (40 homes vivint sols i 40 dones vivint soles), 108 parelles sense fills i 116 parelles amb fills.
La població ha evolucionat segons el següent gràfic:
Habitants censats

### Habitatges
El 2007 hi havia 358 habitatges, 304 eren l'habitatge principal de la família, 26 eren segones residències i 28 estaven desocupats. 352 eren cases i 4 eren apartaments. Dels 304 habitatges principals, 221 estaven ocupats pels seus propietaris, 78 estaven llogats i ocupats pels llogaters i 5 estaven cedits a títol gratuït; 1 tenia una cambra, 17 en tenien dues, 53 en tenien tres, 95 en tenien quatre i 138 en tenien cinc o més. 266 habitatges disposaven pel capbaix d'una plaça de pàrquing. A 138 habitatges hi havia un automòbil i a 133 n'hi havia dos o més.

### Piràmide de població
La piràmide de població per edats i sexe el 2009 era:
| Homes | Edats   | Dones |
| ----- | ------- | ----- |
| 0     | 95 o +  | 0     |
| 0     | 90 a 94 | 8     |
| 4     | 85 a 89 | 8     |
| 4     | 80 a 84 | 4     |
| 24    | 75 a 79 | 12    |
| 16    | 70 a 74 | 20    |
| 20    | 65 a 69 | 20    |
| 24    | 60 a 64 | 20    |
| 16    | 55 a 59 | 24    |
| 24    | 50 a 54 | 12    |
| 28    | 45 a 49 | 28    |
| 12    | 40 a 44 | 20    |
| 20    | 35 a 39 | 24    |
| 24    | 30 a 34 | 20    |
| 36    | 25 a 29 | 16    |
| 20    | 20 a 24 | 24    |
| 20    | 15 a 19 | 28    |
| 8     | 10 a 14 | 32    |
| 20    | 5 a 9   | 20    |
| 8     | 0 a 4   | 28    |

## Economia
El 2007 la població en edat de treballar era de 459 persones, 335 eren actives i 124 eren inactives. De les 335 persones actives 303 estaven ocupades (172 homes i 131 dones) i 32 estaven aturades (16 homes i 16 dones). De les 124 persones inactives 41 estaven jubilades, 41 estaven estudiant i 42 estaven classificades com a «altres inactius».

### Ingressos
El 2009 a Chalandray hi havia 318 unitats fiscals que integraven 741 persones, la mediana anual d'ingressos fiscals per persona era de 15.698 €.

### Activitats econòmiques
Dels 26 establiments que hi havia el 2007, 3 eren d'empreses alimentàries, 2 d'empreses de fabricació d'altres productes industrials, 4 d'empreses de construcció, 4 d'empreses de comerç i reparació d'automòbils, 2 d'empreses de transport, 5 d'empreses d'hostatgeria i restauració, 2 d'empreses immobiliàries, 1 d'una empresa de serveis, 1 d'una entitat de l'administració pública i 2 d'empreses classificades com a «altres activitats de serveis».
Dels 6 establiments de servei als particulars que hi havia el 2009, 1 era un paleta, 1 guixaire pintor, 1 fusteria, 1 lampisteria, 1 restaurant i 1 agència immobiliària.
Dels 3 establiments comercials que hi havia el 2009, 1 era una botiga de menys de 120 m², 1 una fleca i 1 una carnisseria.
L'any 2000 a Chalandray hi havia 31 explotacions agrícoles que ocupaven un total de 1.428 hectàrees.

## Equipaments sanitaris i escolars
El 2009 hi havia una escola elemental integrada dins d'un grup escolar amb les comunes properes formant una escola dispersa.

## Poblacions més properes
El següent diagrama mostra les poblacions més properes.